# Robert Poetzelberger
Robert Poetzelberger, né le 9 juin 1856 à Vienne et mort le 2 août 1930 à Reichenau, est un peintre, lithographe, sculpteur et professeur d'art autrichien. Son fils Oswald Poetzelberger (de) est également peintre.

## Biographie
Poetzelberger enseigne de 1880 à 1892 à l'académie des beaux-arts de Munich, puis il devient professeur à l'académie des beaux-arts de Carlsruhe et enfin à partir de 1899 à l'académie des beaux-arts de Stuttgart où il prend sa retraite avec le titre de professeur émérite, en 1926. 
Il est le professeur de Paul Scheffer à Carlsruhe et de Willi Baumeister et Werner Engel à Stuttgart.
Sa peinture mêle un académisme raffiné et un impressionnisme élégant pour des sujets essentiellement de genre et de paysages. Il s'exerce aussi à la lithographie.
Il est l'auteur d'une Pietà sculptée (1904) qui se trouvait à l'origine sur la sépulture d'une famille d'industriels et se trouve depuis 1953 au cimetière-mémorial d'Heilbronn.

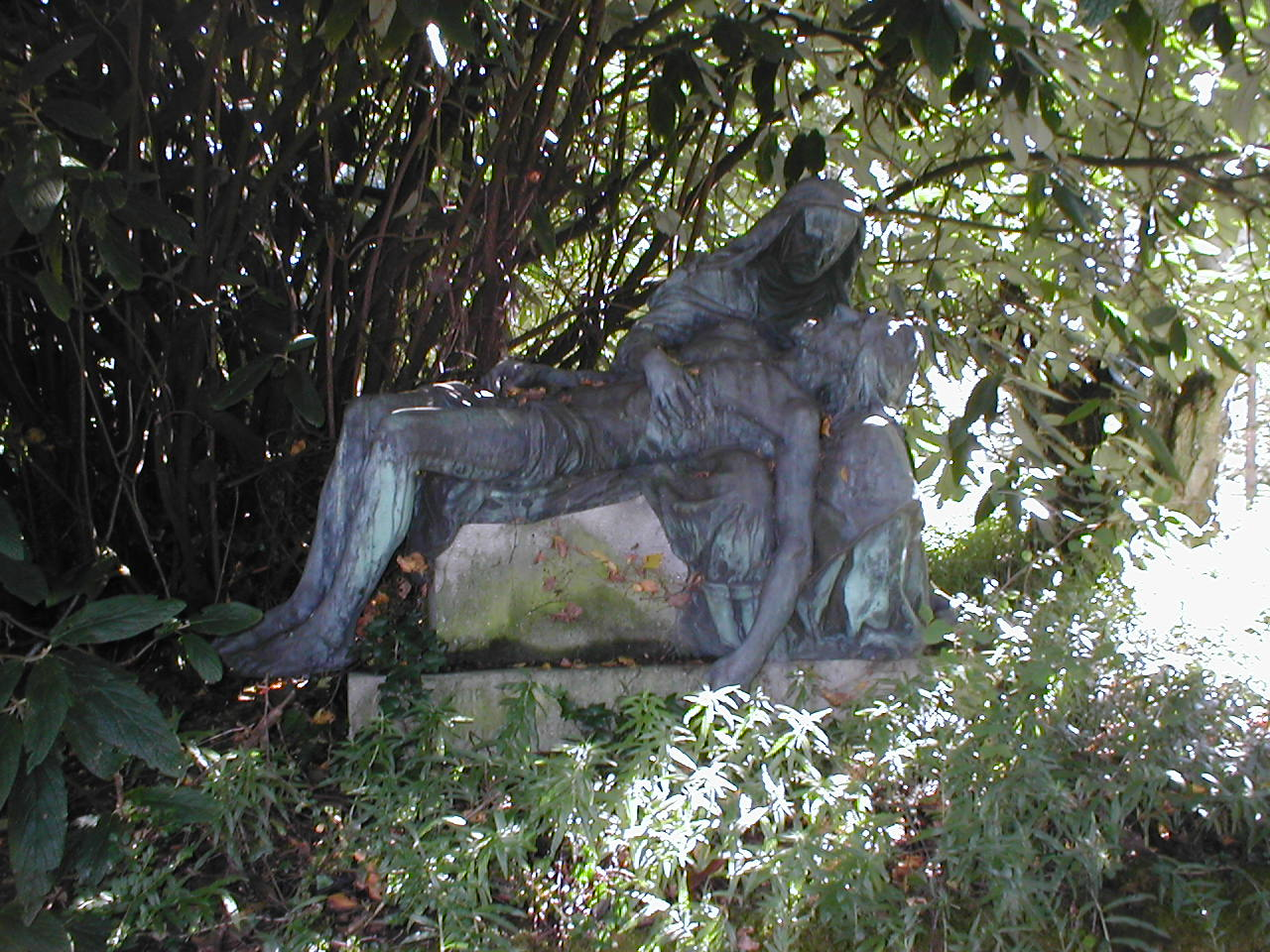
Pietà du cimetière d'Heilbronn

## Élèves (sélection)
- Willi Baumeister – Stuttgart
- Alf Bayrle (de) – Stuttgart
- Wilhelm Bartsch (de) – Karlsruhe
- Otto Baum (de) – Stuttgart
- August Blepp (de) – Stuttgart
- Erwin Broner (de) – Stuttgart
- Rudolf Cammisar (de) – Stuttgart
- Hermann Daur – Karlsruhe
- Adolf Fleischmann (de) – Stuttgart
- Fritz Flinte (de) – Stuttgart
- Konrad Ferdinand Edmund von Freyhold (de) – Karlsruhe
- Tell Geck (de) – Stuttgart
- Theodor Georgii (de) – Stuttgart
- Robert Haag (de) – Biberach
- Manfred Henninger (de) – Stuttgart
- Otto Hettner (de) – Karlsruhe
- Karl Hofer – Karlsruhe
- Ulrich Hübner – Karlsruhe
- Max Kahlke (de) – Stuttgart
- Walter Kohler (de) – Stuttgart
- Wilhelm Laage – Stuttgart
- Carl Langhein – Karlsruhe
- Friedrich Mißfeldt (de) – Karlsruhe
- Michaela Pfaffinger (de) – Munich
- Ivo Puhonny (de) – Karlsruhe
- Wilhelm Schäffer (de) – Stuttgart
- Paul Scheffer – Karlsruhe
- Alois Schenk (de) – Stuttgart
- Ernst Schleith (de) – Karlsruhe
- Curt Siegel (de) – Stuttgart
- Walter Strich-Chapell (de) – Karlsruhe
- Els Daniel-Stroh (de) – Stuttgart
- Emil Rudolf Weiß – Karlsruhe
- Theodor Werner (de) – Stuttgart
- Gustav Adolf Thomann (de) – Karlsruhe